# Ледноґура
Ледноґура (пол. Lednogóra) — село в Польщі, у гміні Лубово Гнезненського повіту Великопольського воєводства.
Населення — 620 осіб (2011).
У 1975-1998 роках село належало до Познанського воєводства.

## Демографія
Демографічна структура станом на 31 березня 2011 року:
|          | Загалом | Допрацездатний вік | Працездатний вік | Постпрацездатний вік |
| -------- | ------- | ------------------ | ---------------- | -------------------- |
| Чоловіки | 306     | 73                 | 210              | 23                   |
| Жінки    | 314     | 74                 | 186              | 54                   |
| Разом    | 620     | 147                | 396              | 77                   |